# Богословка (Воронежская область)
Богословка — село в Верхнехавском районе Воронежской области России.
Входит в состав Верхнехавского сельского поселения.

## География

### Улицы
- ул. Ворошилова,
- ул. Гагарина,
- ул. Свердлова.

## Население
| 1859 | 1897 | 2000 | 2005 | 2010 |
| ---- | ---- | ---- | ---- | ---- |
| 1055 | ↘552 | ↘193 | ↘121 | ↘95  |